# アイアンナイト
アイアンナイトは、屋宜知宏による日本の漫画作品。屋宜の連載デビュー作で、犯罪者や悪人が豹変した生命体・ゴブリンが世界を破壊する中、同じくゴブリンになりながらも人々を守るために戦う男子小学生・丑鎮鉄兵を主人公としたバトル漫画。
原型となる読切『ゴブリンナイト』が週刊少年ジャンプ2012年35号に金未来杯エントリー作品として掲載された。その後、『ジャンプVS』（集英社）に作品読切版『アイアンナイト』が掲載された。この2つの読切をベースに連載版『アイアンナイト』が『週刊少年ジャンプ』（集英社）2014年1号から2014年18号まで連載された。
単行本には屋宜の読切作品『IRON CRUTAIN』（1巻）・『ゴブリンナイト』（2巻）・『アイアンナイト』（3巻）が収録されている。単行本3巻には、本誌に掲載されなかった最終話が描き下ろされている。

## あらすじ
男子小学生・丑鎮鉄兵は警察官の父親が仕事で家にいないことが多いため、幼馴染の姫神翼の家に居候する生活をしていた。凶悪事件を解決し久々に帰ってくるはずの父から連絡があり、帰ってこられないかもしれないと伝えられる。落ち込む鉄兵は翼に励まされ一緒に家に帰るがその途中に世界は一変し、一部の犯罪者たちが自我を失った謎の生命体ゴブリンとなって町を破壊する。そして、鉄兵も自身がゴブリンとなっていることに衝撃を受ける。
しかし、鉄兵は自我を失うことなく、破壊行動に走ったゴブリン達と戦い、姿が消えた翼や生き残った住民たちを探す旅に出る。

## 登場人物

### 主要人物
丑鎮 鉄兵（うしずめ てっぺい）
本作の主人公。勾玉小学校に通っていた少年。
元気で活発な性格。勇敢で正義感が強い。警察官である父親を尊敬している。
ゴブリンと化すが人格を失うことなく、戦闘の時にのみゴブリンの力を利用できるようになる。人々を守るために戦い、「人間の味方のゴブリン」アイアンナイトと呼ばれるようになる。
姫神 翼（ひめがみ つばさ）
本作のヒロイン。鉄兵の年上の幼馴染。勾玉小学校に通っていた少女。
鉄兵に好意を寄せている。世界が崩壊したのちは放心状態になっていた。
ユキ
兎型ゴブリンの少女。
戦闘において鉄兵をアシストする。非常に素早く、偵察なども得意。足の爪で相手に切り付けることもできる。冷気を使って敵に攻撃したり、熱くなり過ぎた鉄兵を冷やすことも可能。

### 一般市民
倉持 和樹（くらもち かずき）
鉄兵の親友。同じクラスの男子。鉄兵はカズモチと呼んでいる。
鉄兵が最初に遭遇した住民グループにいた。父親はゴブリンに殺された。
カズモチの母
倉持和樹の母親。
息子と共に鉄兵が最初に遭遇した住民グループにいた。

### 国防軍
桜山謙持
国防陸軍3等陸佐（少佐）。勾玉町の国防軍と住民を統括する。
菊田は教科書に載るレベルの名将と称した。高い戦闘能力を持つ。鉄兵を信頼している。

### ゴブリン
烏葉 力男（からすば りきお）
鉄兵が最初に遭遇したゴブリン。鉄兵にゴブリンのことを教えた。
人間だった時は暴力団の構成員だった。
沼沢（ぬまざわ）
酸を吐きかけるゴブリン。人間の不良グループを率いてカズモチがいる住民グループを抑圧していた。
菊田（きくた）
国防軍に紛れ込んでいたゴブリン。階級は軍曹。
戦いたくて自衛隊に入った。ゴブリンになった後も戦いを欲している。大勢のゴブリンの個体を操るほか、ゴブリンの個体を合体させることもできる。
天地 善次郎（あまち ぜんじろう）
黒幕的存在。ゴブリン化した暴力団の元構成員を率いている。
「不死」でありどんなに攻撃されても死ぬことがない。

## 用語
ゴブリン
悪意を持った人間が豹変した生命体。高い攻撃性と戦闘能力を持つ。多くは人格が失われている。
稀にゴブリンでありながら自我を保ち、人間の姿にも戻ることができる個体もいる。
勾玉町（まがたまちょう）
本作の主な舞台。天地一派によって破壊された。
生き残った住民は鉄兵と桜山率いる国防軍・臨時防衛隊に守られ生活している。
国防軍
自衛隊が改組した組織。
日本の中央政府の機能は残っているらしく、東京要塞にある防衛省の管轄下にある。

## 併録作品
単行本に併録された屋宜による読切漫画作品。
IRON CURTAIN（アイアンカーテン）
「鉄のカーテン」によって東西に分けられた世界を描いたファンタジー。屋宜のデビュー作。
第81回（2011年上半期）手塚賞 準入選受賞（屋宜智博名義）。『少年ジャンプNEXT!』（集英社）2012 WINTER掲載。『アイアンナイト』1巻収録（掲載・収録されたのは受賞作のリミックス版）。31ページ。屋宜はいずれこの作品をもとに連載をしたいと語っている。
ゴブリンナイト
ゴブリンとして他のゴブリンから街を守る少年・牛火鎮（うしびまもる）を主人公としたバトル漫画。
『アイアンナイト』のプロトタイプ。第8回金未来杯エントリー作。『週刊少年ジャンプ』2012年35号掲載。『アイアンナイト』2巻収録。
アイアンナイト（読切版）
「鬼人（ゴブリン）病」に感染し、ゴブリンとなってしまった少年・丑鎮 鉄兵を主人公としたバトル漫画。
連載版のプロトタイプ。『ジャンプVS』（集英社）掲載。『アイアンナイト』3巻収録。『ゴブリンナイト』の外伝として構想された。主人公・ヒロインのキャラクターはこちらが基となっている。

## 担当編集者
- 小野寺[3]。

## 書誌情報
- 屋宜知宏 『アイアンナイト』 集英社〈ジャンプ・コミックス〉全3巻
  1. 「RISE」2014年4月4日発売[集 1]、978-4-08-880061-5
  2. 「Iron Fire!!」2014年6月4日発売[集 2]、978-4-08-880097-4
  3. 「CHAOS」2014年8月4日発売[集 3]、978-4-08-880155-1